# Ladutjärnen (Boda socken, Dalarna)
Ladutjärnen är en sjö i Rättviks kommun i Dalarna och ingår i Dalälvens huvudavrinningsområde.